# Stade des Charmilles
Das Stade des Charmilles war ein Fussballstadion im Quartier Charmilles in der Schweizer Stadt Genf im gleichnamigen Kanton. Es war von 1930 bis 2002 das Heimstadion des Fussballvereins Servette Genf.

## Geschichte
Bevor das Stadion errichtet worden ist, wurde unter anderem auf dem Hippodrome des Charmilles Fussball gespielt. Eingeweiht wurde das Stade des Charmilles am 28. Juni 1930 mit dem Spiel Servette Genf gegen den Wiener Verein First Vienna FC (0:7). Es handelte sich um das erste Spiel im Rahmen des Coupe des Nations 1930, der anlässlich der Einweihung des neuen Stadions in Genf stattfand. Das erste Länderspiel der Schweizer Nationalmannschaft in diesem Stadion wurde am 24. Mai 1931 gegen Schottland ausgetragen und ging mit 2:3 verloren.
1946 erfolgte eine Erhöhung der Zuschauerkapazität von 14'000 auf 30'000. Am 14. Oktober 1951 verzeichnete man über 40'000 Eintritte beim Länderspiel zwischen der Schweiz und Frankreich, gleichbedeutend mit dem Zuschauerrekord. Während der Fussball-Weltmeisterschaft 1954 wurden in dem damals 35'997 Zuschauer fassenden Stadion vier Spiele ausgetragen. Das erste Spiel unter Flutlicht fand am 11. Juni 1956 statt, dabei verlor Servette 0:1 gegen den französischen Meister OGC Nizza. Ab 1983 waren sämtliche Tribünen überdacht, ein Jahr später gab es erstmals Überlegungen für einen Neubau.
Im Januar 1995 ordnete die Liga wegen Baufälligkeit die Schliessung der Tribüne A an, die anschliessende Renovation dauerte ein Jahr. In den folgenden Jahren musste das Stadion den UEFA-Normen angepasst werden (Abschaffung der Stehplätze) und besass ab Juli 1998 nur noch eine Kapazität von 9250 Zuschauern. Im Juli 2000 begannen die Bauarbeiten für das neue Stade de Genève in Lancy, das letzte Spiel im alten Stadion fand am 8. Dezember 2002 statt. Das Stade des Charmilles wurde danach neun Jahre lang dem Zerfall überlassen und schliesslich Mitte November 2011 abgerissen. Bis 2014 sollten auf der Brachfläche ein öffentlicher Park und Wohnhäuser entstehen.
Am 28. Juni 2015 wurde auf dem alten Stadiongelände der 3,8 Hektar grosse Parc Gustave et Léonard Hentsch mit 247 Bäumen und 2000 Pflanzen eingeweiht. Der Park ist ein Geschenk der Stadt an die Anwohner.